# Inocybe strigiceps
Inocybe strigiceps är en svampart som beskrevs av E. Horak 1979. Inocybe strigiceps ingår i släktet Inocybe och familjen Inocybaceae.   Inga underarter finns listade i Catalogue of Life.